# Josep Riera i Micaló
Josep Riera y Micaló (Bañolas, Gerona, 25 de agosto de 1950 - Estartit, 8 de septiembre de 2008) fue un arquitecto español que presidió la Demarcación de Gerona del Colegio de Arquitectos de Cataluña.

## Biografía
Obtuvo el título de arquitecto en la ETSAB en 1977. Con tres socios más formó el despacho de arquitectos Crous / Grabuleda / Riera (Jordi Crous, Jaume Grabuleda, Joan Grabuleda).
Formó parte del colectivo artístico Bañolas Tinte-2, así como de la Plataforma Progresista de Bañolas, que fundó en 1985 y de la que fue primer coordinador; ambas instituciones contribuyeron a renovar la vida intelectual de Bañolas en las postrimerías del franquismo y en la reanudación democrática.
Entre los años 1978 y 1980 formó parte de la junta directiva de la Demarcación de Gerona del Colegio de Arquitectos de Cataluña y fue su jefe del área de cultura de 1982 a 1987. En 2004 sustituyó en Carles Bosch i Genover en la dirección de la Demarcación y fue reelegido en 2006. Riera también fue presidente en Gerona de la Hermandad Nacional de Arquitectos entre los años 1983 y 1989.
Su hermano Pedro  es un economista que ha publicado muchos trabajos sobre la valoración contingente y la economía del medio ambiente.

## Obras
- Reforma de los Laboratorios de Sanidad (1981), en Gerona
- Rehabilitación del Museo Arqueológico de Bañolas (1981)
- Escuela Cuatro Vientos (1985), de Blanes
- Adecuación del entorno del lago de Bañolas, junto con Jeroni Moner y Joaquim Figa (obra seleccionada para los premios FAD de 1992)
- Platea Local & Bar de Gerona (finalista de los premios FAD 1992)
- Edificio del Grupo Excursionista y Deportivo Gerundense en el barrio de San Narciso (1993)
- I.E.S. Santa Eugenia (1995, finalista de los premios de arquitectura de las Comarcas de Girona 1997)  (enlace roto disponible en Internet Archive; véase el historial, la primera versión y la última).
- Rehabilitación de la iglesia de Vilanova de la Muga
- Piscina municipal de Palafrugell (2001)
- Guardería de Salt (2006)
- Edificio Coliseum de Girona
- Edificio residencial en la Villa Olímpica de Bañolas

### Algunos artículos de prensa
- Las inquietudes de los jóvenes arquitectos, en diario El Punt de 10-08-2004
- Rafael Masó, cien años de arquitecto, aarquitecta, 07-2006  (enlace roto disponible en Internet Archive; véase el historial, la primera versión y la última).
- Miquel Ferrer, un profesional comprometido, en diario El Punt de 13-09-2006
- Construir joyas, en diario El Punt de 7-12-2006
- Viviendas. Cada vez más, más pequeños y más caros, en Diari de Girona de 24-01-2007 -pequeños-cars (enlace roto disponible en Internet Archive; véase el historial, la primera versión y la última).
- Carles Fontseré en el recuerdo. Al hilo de la arquitectura, en Diari de Girona de 18-02-2007 larquitectura (enlace roto disponible en Internet Archive; véase el historial, la primera versión y la última).
- En el Día Mundial de la Arquitectura, en diario El Punt de 1-10-2007
- La coherencia de las formas, en diario El Punt de 15-02-2008
- Trabajo cooperativo, en Diari de Girona de 10-04-2008  (enlace roto disponible en Internet Archive; véase el historial, la primera versión y la última).

## Enlaces
- Necrológica
- josep riera.pdf Necrológica COAC (enlace roto disponible en Internet Archive; véase el historial, la primera versión y la última).
- Obituarios en la prensa: Carles Bosch, Quim Español; Jaume Fàbrega (enlace roto disponible en Internet Archive; véase el historial, la primera versión y la última).; = 2991811 Mercedes Gómez, Juan Solana (enlace roto disponible en Internet Archive; véase el historial, la primera versión y la última).
- Fotografías: juny 2004; 2007 Archivado el 4 de marzo de 2016 en Wayback Machine.

- Datos: Q9013340